# Rhodium(III)-bromid
Rhodium(III)-bromid ist eine anorganische chemische Verbindung des Rhodiums aus der Gruppe der Bromide.

## Gewinnung und Darstellung
Rhodium(III)-bromid kann durch Reaktion von Rhodium mit Brom bei 450 °C oder mit einem Gemisch aus Brom und Bromwasserstoffsäure gewonnen werden.
{\displaystyle \mathrm {2\ Rh+3\ Br_{2}\longrightarrow 2\ RhBr_{3}} }

## Eigenschaften
Rhodium(III)-bromid-hydrat ist ein hygroskopischer dunkler Feststoff, der löslich in Wasser ist. Das Anhydrat ist ein in Form von rotbraunen, außerordentlich dünnen Kristallblättchen vorliegender Feststoff, der oberhalb 800 °C in die Elemente gespalten werden. Er ist unlöslich in Wasser, Säuren und organischen Lösungsmitteln und besitzt einer monokline Kristallstruktur mit der Raumgruppe C2/m (Raumgruppen-Nr. 12) und den Gitterparametern a = 627 pm, b = 1085 pm, c = 635 pm und β = 109,0°. Diese entspricht der Kristallstruktur von Yttrium(III)-chlorid.